# Aporophyla virgo
Aporophyla virgo là một loài bướm đêm trong họ Noctuidae.